# الدين في فلسطين
تبلغ نسبة المسلمين في الضفة 75% من السكان و99% في قطاع غزة. القدس هي ثالث مدينة مقدسة في الإسلام، بعد مكة المكرمة والمدينة في السعودية. بها المسجد الأقصى، وإليها أُسرِيَ بالنبي محمد ومنها عُرِجَ به إلى السماء بحسب عقيدة المسلمين. يتراوح عدد مسيحيي الضفة الغربية بين 40,000 إلى 90,000، و5,000 مسيحي في قطاع غزة. تتراوح نسبة المسيحيين بحسب تقديرات مختلفة بين 6 - 30% من فلسطيني العالم.
يشكل المسيحيون حوالي 2 - 3% فقط من سكان الضفة الغربية وقطاع غزة وتتراوح أعدادهم وفقًا لدراسة عام 2005 في الضفة الغربية بين 40,000-90,000، في حين حوالي 5,000 في قطاع غزة. في حين أنّ وفقًا لإحصائية كتاب حقائق العالم عام 2009 تصل أعداد المسيحيون في الأراضي الفلسطينية إلى 180,000 ويتوزعون بين 167,000 في الضفة الغربية و10,000 في قطاع غزة. ارتفعت في السنوات الأخيرة أعداد المهاجرين المسيحيين من الضفة الغربيّة لأسباب شتى؛ حيث يُعتبر المسيحيين من برجوازية المدن ممن يعملون في مجالات أعمال الزراعة الحديثة، والصناعة والتجارة والمهن العاليّة ذات التخصصات التعليميّة، وبالتالي إتجَّهت أعداد منهم إلى بلدان المهجر لإعادة بناء حياتهم.
عندما توجه ممثل العرب الفلسطينيين إلى الأمم المتحدة، جمال الحسيني سنة 1947، وافق على بقاء اليهود الذين عاشوا في فلسطين قبل صدور وعد بلفور في 2 نوفمبر (تشرين الثاني) 1917. (بلغ عدد اليهود في فلسطين عشية صدور وعد بلفور 47000) ينص الميثاق الوطني الفلسطيني لمنظمة التحرير الفلسطينية في مادته السادسة على أن: «اليهود الذين كانوا يقيمون إقامة عادية في فلسطين حتى بدء الغزو الصهيوني لها يعتبرون فلسطينيين». ولكنه لا يحدد تأريخه لبدء «الغزو الصهيوني» أهو سنة 1881 أم 2 نوفمبر 1917.